# Kyaxares

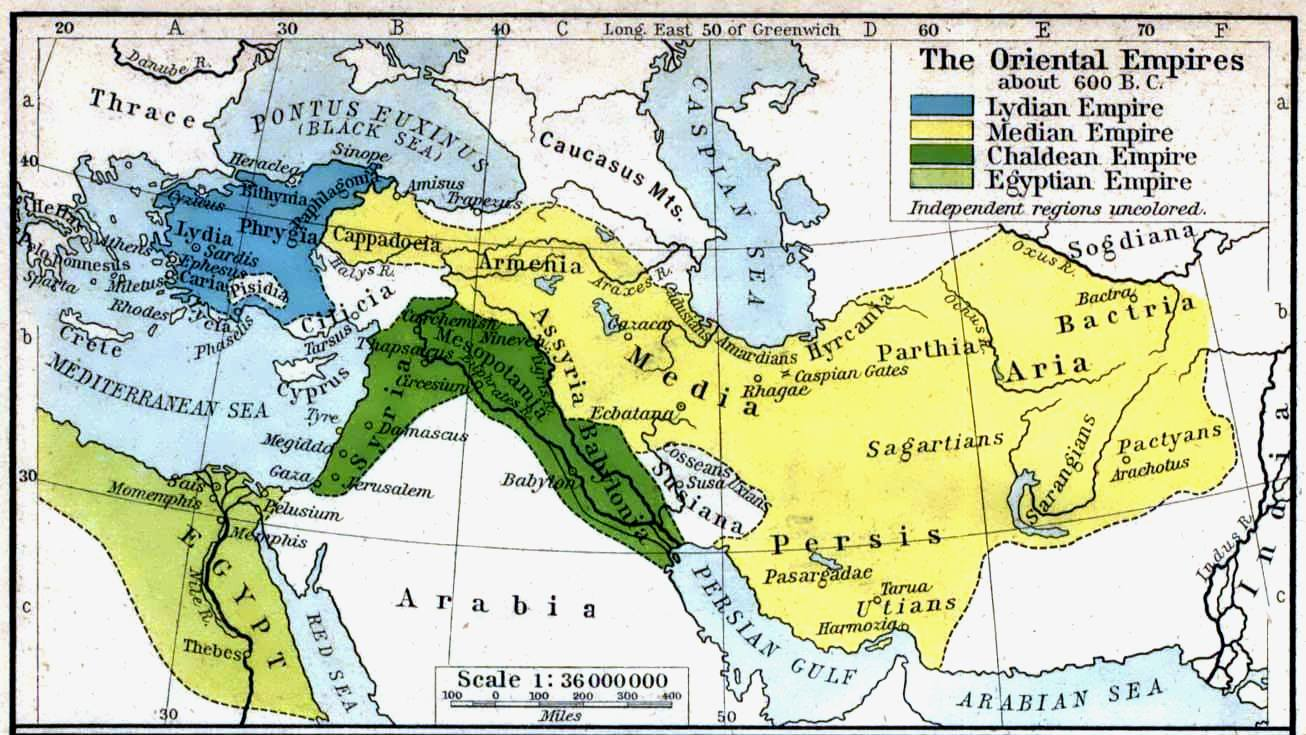
Mediska imperiet under Kyaxares styre

Kyaxares eller Hvakhshathra (mediska: ᴴuvaxšϑra; fornpersiska: 𐎢𐎺𐎧𐏁𐎫𐎼 ᴴuvaxštra) var kung över det antika Medien och regerade mellan 625 – 585 f.Kr. enligt Herodotos. Han karaktäriserades som Medus, son till Medea, i grekiska mytologin.[källa behövs] Han var son till kung Fraortes och efterträddes av sin son Astyages.  
Kyaxares förde två, av en längre invasionsperiod av skyter avbrutna krig mot Assyrierna. Han allierade sig med Babylonierna som tillsammans störtade det assyriska väldet och förstörde staden Nineve 612 f. kr. Senare förde Kyaxares krig mot kung Alyattes II av Lydien. Under det avgörande slaget inträffade en total solförmörkelse, striden upphörde, varpå förlikning ingicks. Kort därefter avled Kyaxares.